# 日本郵便格差訴訟
日本郵便格差訴訟（にっぽんゆうびんかくさそしょう）とは、日本郵便株式会社の従業員により、会社側の同一労働同一賃金の取り扱いについて争われた複数の裁判。同じ趣旨について、東京、大阪、佐賀で争われた。
1. 日本郵便（東京）事件 （令和元年（受）第777号、第778号 地位確認等請求事件）
2. 日本郵便（大阪）事件 （令和元年（受）第794号、第795号 地位確認等請求事件）
3. 日本郵便（佐賀）事件 （平成30年（受）第1519号 未払時間外手当金等請求事件）

従業員への各種手当（年末年始勤務手当、祝日給、扶養手当、病気休暇、夏期冬期休暇）について、無期契約労働者には支給する一方で、有期契約労働者（期間雇用社員）に対しては支給しないことが、労働契約法第20条に違反する「不合理な相違扱い」であるかが争われた。

## 主張
(期間の定めがあることによる不合理な労働条件の禁止)
第20条　有期労働契約を締結している労働者の労働契約の内容である労働条件が、期間の定めがあることにより同一の使用者と期間の定めのない労働契約を締結している労働者の労働契約の内容である労働条件と相違する場合においては、当該労働条件の相違は、労働者の業務の内容及び当該業務に伴う責任の程度（以下この条において「職務の内容」という。）、当該職務の内容及び配置の変更の範囲その他の事情を考慮して、不合理と認められるものであってはならない。
—労働契約法
以下の点が、労働契約法第20条に違反するか否かが争われた。
- 無期契約労働者に対して扶養手当を支給する一方で有期契約労働者に対してこれを支給しない（大阪）
- 無期契約労働者に対して年末年始勤務手当を支給する一方で有期契約労働者に対してこれを支給しない （東京、大阪）
- 無期契約労働者に対して祝日を除く１月１日から同月３日までの期間の勤務に対する祝日給を支給する一方で有期契約労働者に対してこれに対応する祝日割増賃金を支給しない （大阪）
- 私傷病による病気休暇として無期契約労働者に対して有給休暇を与えるものとする一方で有期契約労働者に対して無給の休暇のみを与える（東京）
- 無期契約労働者に対して夏期休暇及び冬期休暇を与える一方で有期契約労働者に対してはこれを与えない（佐賀）

なお住居手当については、高裁判決が確定している。

## 最高裁判決
各手当について最高裁は以下の事情を認定し、この事情の下における相違は、労働契約法20条にいう不合理なものであるとの判決を下した。
扶養手当
1. 無期契約労働者の生活保障や福利厚生を図り、扶養親族のある者の生活設計等を容易にさせることを通じて、その継続的な雇用を確保するという目的である。
2. 有期契約労働者は、契約期間が６か月以内又は１年以内とされており、有期労働契約の更新を繰り返して勤務する者が存するなど、相応に継続的な勤務が見込まれている。

年末年始勤務手当
1. 郵便の業務についての最繁忙期であり、多くの労働者が休日として過ごしている１２月２９日から翌年１月３日までの期間において、同業務に従事したことに対し、その勤務の特殊性から基本給に加えて支給される対価としての性質を有する。
2. 無期契約労働者が従事した業務の内容やその難度等に関わらず、所定の期間において実際に勤務したこと自体を支給要件とするものであり、その支給金額も、実際に勤務した時期と時間に応じて一律である。

祝日給
1. 無期契約労働者に対して特別休暇が与えられており、これは、多くの労働者にとって当該期間が休日とされているという慣行に沿った休暇を設けるという目的によるものであるところ、上記祝日給は、特別休暇が与えられることとされているにもかかわらず最繁忙期であるために当該期間に勤務したことについて、その代償として、通常の勤務に対する賃金に所定の割増しをしたものを支給する。
2. 有期契約労働者は、契約期間が６か月以内又は１年以内とされるなど、繁忙期に限定された短期間の勤務ではなく、業務の繁閑に関わらない勤務が見込まれている。

病気休暇
1. 無期契約労働者に対して上記病気休暇が与えられているのは、当該無期契約労働者の生活保障を図り、私傷病の療養に専念させることを通じて、その継続的な雇用を確保するという目的による。
2. 有期契約労働者は、契約期間が６か月以内とされており、有期労働契約の更新を繰り返して勤務する者が存するなど、相応に継続的な勤務が見込まれている。

夏期休暇及び冬期休暇
1. 無期契約労働者に対して上記の夏期休暇及び冬期休暇が与えられているのは、年次有給休暇や病気休暇等とは別に、労働から離れる機会を与えることにより、心身の回復を図るという目的による。
2. 夏期休暇及び冬期休暇の取得の可否や取得し得る日数は上記無期契約労働者の勤続期間の長さに応じて定まるものとはされていない。
3. 有期契約労働者は、契約期間が６か月以内とされるなど、繁忙期に限定された短期間の勤務ではなく、業務の繁閑に関わらない勤務が見込まれている。

## その後
この判決を受けて、会社は以下の改定を行った。
- 年始勤務手当 : 有期契約労働者への支給を開始[1]
- 住居手当 : 支給廃止（10年間の経過措置を設定）。転居移動のある者には維持。[1][2]
- 夏期休暇及び冬期休暇：長期雇用の有期契約労働者にも付与開始[2]。
- 扶養手当：長期雇用の有期契約労働者にも付与開始[2][3]。

また本判決を受け、日本郵政の有期雇用者は、これら格差是正を求める訴訟を各地で起こした。2021年4月には長崎地裁における訴訟で和解が成立、年末年始勤務手当について、原告らに無期雇用者と同額の手当てを支払うことで合意となった。